# Второй переходный период
Второй переходный период в истории Древнего Египта (1715 — около 1554 до н. э., XIII—XVI династии).
После падения XIII династии Египет распадается на самостоятельные номы. Претендующая на звание общеегипетской, XIV династия, утвердившаяся в Ксоисе, фактически контролирует лишь часть Дельты.
Около 1675 до н. э. в Египет вторгаются гиксосы, создавшие в середине XVII века до н. э. обширный племенной союз на территории Палестины и северной Аравии, и подвергают его страшному разгрому. Они захватывают Дельту и делают своей столицей крепость Аварис в восточной её части. Их успеху способствовало то, что они, в отличие от египтян, использовали в военном деле коней.
Гиксосские вожди принимают титул фараона (XV—XVI династии). Однако, им не удаётся добиться реального подчинения всей долины Нила, под их властью фактически находится только Нижний Египет. Хотя часть верхнеегипетских номархов и признает владычество гиксосов, эта зависимость остаётся скорее формальной, и она ограничивается уплатой дани.
На юге Верхнего Египта образуется самостоятельное Фиванское княжество. Лишь в начале XVII века до н. э. гиксосскому фараону Хиану удаётся установить контроль над всем Верхним Египтом. Но после его смерти Фивы вновь обретают независимость, и фиванские правители провозглашают себя фараонами (XVII династия). Последний её представитель, Камос, подчиняет остальные верхнеегипетские номы и, несмотря на противодействие знати, начинает при поддержке рядовых воинов борьбу за изгнание гиксосов. Он совершает успешный поход в Дельту и принуждает их отступить к Аварису.
Решающего перелома в войне с чужеземцами добивается брат и наследник Камоса Яхмос I: он одерживает несколько побед и захватывает после трехлетней осады Аварис. Изгнание гиксосов завершается взятием крепости Шарухен в южной Палестине около 1554 года до н. э.

## Хронология Второго переходного периода

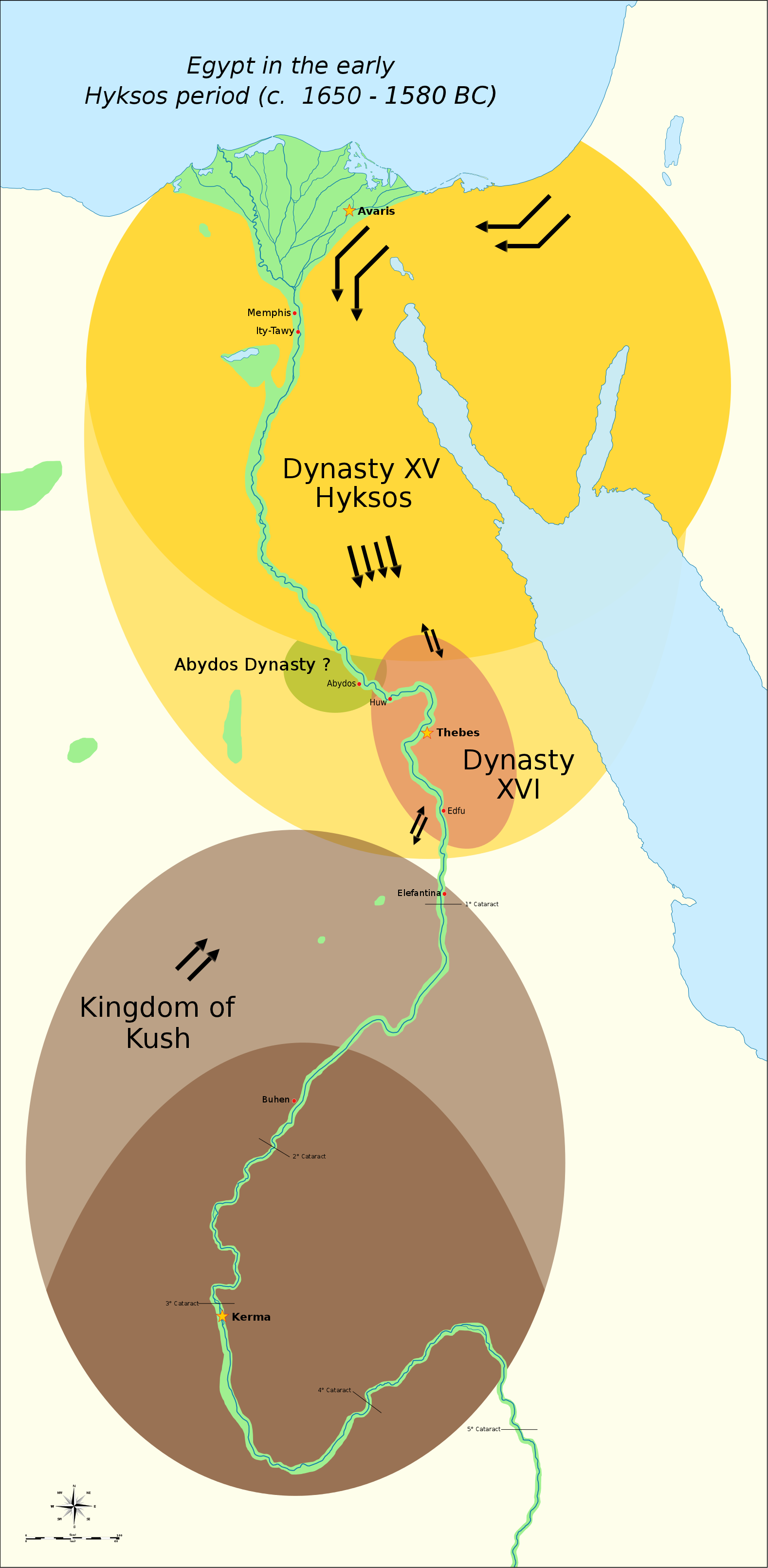
Территории влияния династий во время Второго переходного периода

Таблица одновременного правления
| XII династия (1991—1802 годы до н.э):         | Верхний и Нижний Египет ещё едины              |
| Верхний Египет                                | Нижний Египет                                  |
| XIII династия (1802—1650 годы до н. э.)       | XIV династия (1802—1650 годы до н. э.)         |
| Абидосская династия (1650—1600 годы до н. э.) | XV династия (1650—1550 годы до н. э.): гиксосы |
| XVI династия (1650—1580 годы до н. э.)        | Продолжение правления XV династии              |
| XVII династия (1580—1550 годы до н. э.)       | Продолжение правления XV династии              |
| XVIII династия (1550—1292 годы до н. э.):     | Верхний и Нижний Египет снова объединены       |

| Ксоис          | Аварис                | Нижний Египет          | Средний Египет | Верхний Египет | Нубия              |
| -------------- | --------------------- | ---------------------- | -------------- | -------------- | ------------------ |
|                |                       |                        | XIII династия  |                |                    |
| XIV династия   |                       |                        |                |                |                    |
|                | XV династия (гиксосы) |                        |                |                |                    |
| Правят гиксосы |                       | XVI династия (гиксосы) |                | Правят гиксосы |                    |
|                |                       |                        |                |                | Кушитская династия |
|                |                       |                        |                | XVII династия  |                    |
|                |                       |                        |                |                |                    |
|                |                       |                        |                |                |                    |
|                |                       |                        |                |                |                    |

- Ок. 1783 до н. э. Социальный взрыв в Египте (грандиозное восстание бедноты и рабов)[2]. Фактическое крушение Среднего царства. Приход к власти XIII и XIV династий в Фивах и в Ксоисе в Дельте, не обладавших реальной властью[2].
- Ок. 1783—1552 до н. э. II Переходный период в Египте (XIII—XVII династии). Хаос в стране, приведший к иноземным вторжениям семитского народа гиксосов, начавших под влиянием движения индоевропейцев медленными волнами занимать Дельту.[2]
- Ок. 1700 до н. э. Нубия на время Второго переходного периода отпадает от Египта.
- Ок. 1674 до н. э. Пустынные семитские кочевые племена гиксосов (Хеку-хасет, что можно перевести примерно как «цари-пастухи») с Ближнего Востока, вооруженные боевыми колесницами[2], запряжёнными тогда ещё мало распространёнными в Египте лошадьми, поселяются в Дельте Нила, где делают столицей Аварис, и начинают набеги на остальную территорию Египта.
- Ок. 1640 до н. э. Гиксосы завоёвывают и разоряют Нижний Египет. Верхний Египет вынужден признать вассальную зависимость от гиксосов[4]. Начало власти гиксосов в Египте.
- Ок. 1640—1552 до н. э. Гиксосы в качестве XV и XVI[4] династий правят в Египте. Поклонение гиксосов богу пустыни Сетху, противнику Осириса и Хора, его сына и наследника. XVII династия из Фив (Таа I, Таа II, Камос) в союзе с критянами[4] и нубийцами пытается противостоять гиксосской власти.
- До 1500 г. до н. э. — исчезновение Группы C в Нубии.